# يوتا شيموكاوا
يوتا شيموكاوا (باليابانية: 下川 陽太) (7 سبتمبر 1995 في أوساكا في اليابان – )؛ هو لاعب كرة قدم كان يلعب كمدافع.

## وصلات خارجية
- يوتا شيموكاوا على موقع رابطة كرة القدم اليابانية للمحترفين (اليابانية)
- يوتا شيموكاوا على موقع قاعدة بيانات كرة القدم.إي يو (الإنجليزية)
- يوتا شيموكاوا على موقع Soccerway.com (الإنجليزية)
- يوتا شيموكاوا على موقع عالم كرة القدم.نت (الإنجليزية)